# María Domínguez
Pour les articles homonymes, voir Dominguez.
María Domínguez Remón, née à Pozuelo de Aragon le 1er avril 1882 et morte le 7 septembre 1936 à Fuendejalón, est une journaliste et personnalité politique républicaine, socialiste et féministe espagnole.

## Biographie

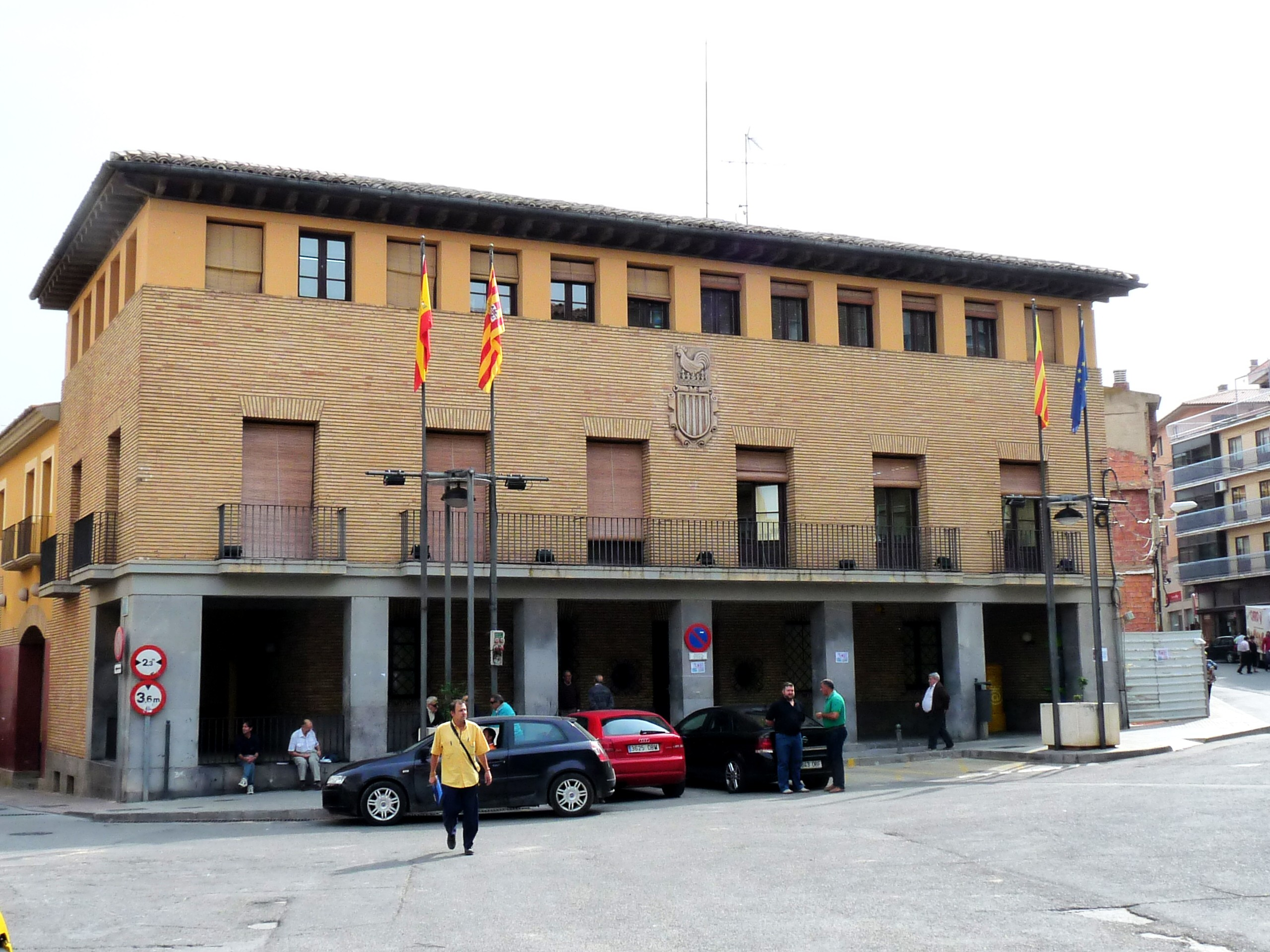
La mairie de Gallur de nos jours.

En 1932, elle est la première maire élue démocratiquement en Espagne, sous la Seconde République espagnole, dans la ville de Gallur, commune de la province de Saragosse.
Personnalité iconique des droits des femmes, elle s'investit particulièrement dans le domaine de l'éducation pour toutes et tous et dans la défense de la démocratie.
Elle est assassinée par les troupes franquistes au début de la guerre d'Espagne, inhumée sommairement dans une fosse commune.
Les restes de sa dépouille sont identifiés en 2021 dans le cimetière de Saragosse.

## Postérité et hommages

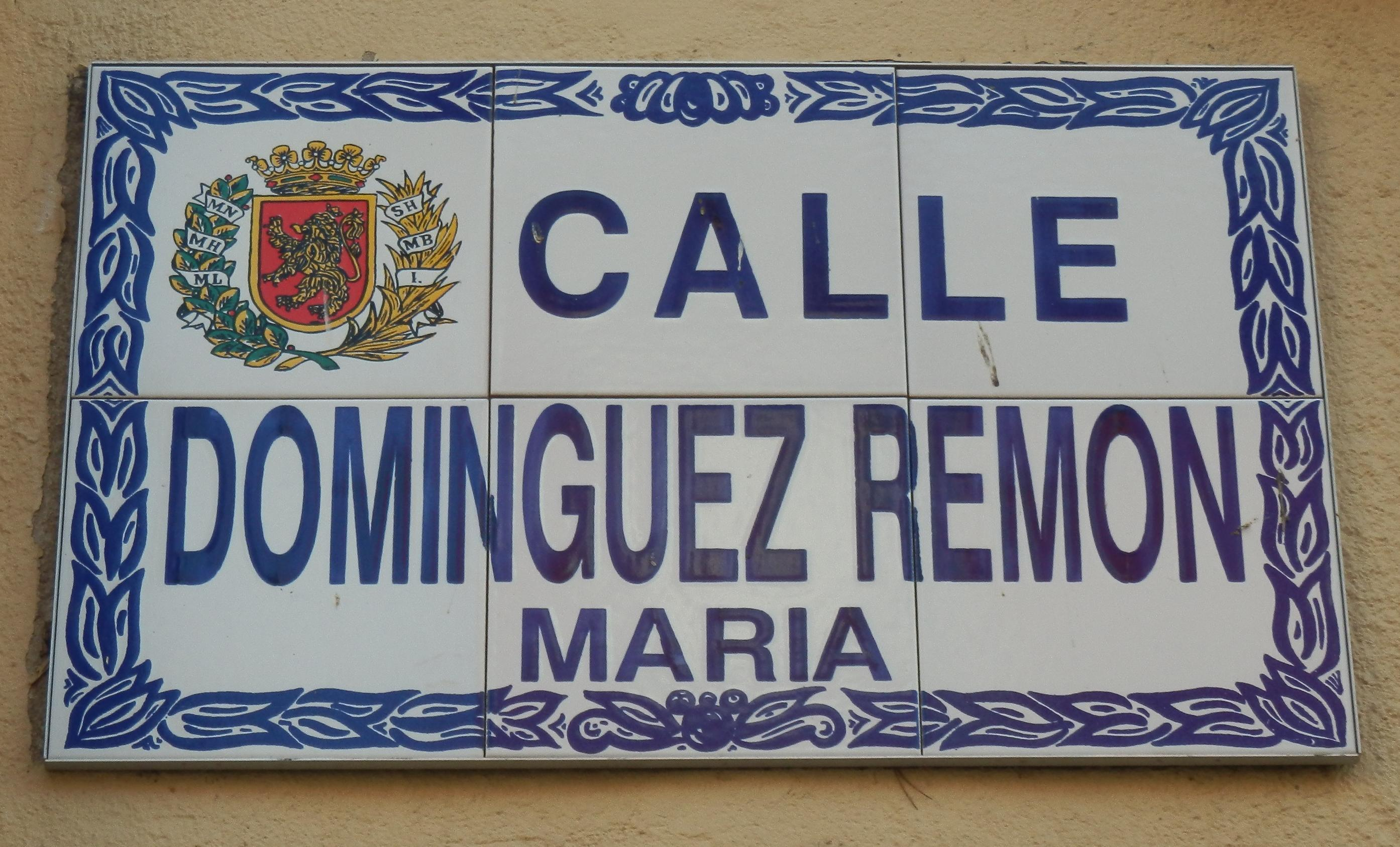
Plaque de la rue María Domínguez Remón, à Saragosse.

- Une rue de Saragosse porte son nom, dans le quartier du Picarral[8].

- L'école municipale de Gallur est dénommée en sa mémoire[9].